# Belaguntha
Belaguntha är en ort i Indien.   Den ligger i distriktet Ganjām och delstaten Odisha, i den östra delen av landet, 1 200 km sydost om huvudstaden New Delhi. Belaguntha ligger 78 meter över havet och antalet invånare är 10 360.
Terrängen runt Belaguntha är huvudsakligen platt, men åt sydost är den kuperad. Terrängen runt Belaguntha sluttar västerut. Runt Belaguntha är det ganska tätbefolkat, med 160 invånare per kvadratkilometer. Närmaste större samhälle är Bhanjanagar, 7,7 km nordväst om Belaguntha. Trakten runt Belaguntha består till största delen av jordbruksmark.